# Mesochorus septentrionalis
Mesochorus septentrionalis là một loài tò vò trong họ Ichneumonidae.